# L'Hiver en flammes
Pour plus de détails, voir Fiche technique et Distribution.
L'Hiver en flammes (Rascoala) est un film roumain réalisé par Mircea Mureşan, sorti en 1966.

## Synopsis
L'histoire de la jacquerie paysanne roumaine de 1907.

## Fiche technique
- Titre : L'Hiver en flammes
- Titre original : Rascoala
- Réalisation : Mircea Mureşan
- Scénario : Petre Salcudeanu d'après le roman de Liviu Rebreanu
- Musique : Tiberiu Olah
- Photographie : Nicu Stan
- Montage : Eugenia Gorovei
- Société de production : Filmstudio Bucuresti
- Pays :  Roumanie
- Genre : Drame, historique
- Durée : 100 minutes
- Dates de sortie : 
  -  Roumanie : 14 mars 1966

## Distribution
- Ilarion Ciobanu : Petre Petre
- Nicolae Secareanu : Miron Iuga
- Emil Botta : Anton Nebunul
- Ion Besoiu : Grigore Iuga
- Constantin Codrescu : Baloleanu
- Ana Felecia Chirita : Florica
- George Aurelian : le préfet Boierescu
- Gheorghe Trestian : Talaba Leonte
- Val Sandulescu : Teodor Strîmbu
- Sandu Sticlaru : Plutonierul Boiangiu
- Ernest Maftei : Stan Marin
- Colea Răutu : Cosma Butuc
- Stefan Mihailescu-Braila : Lupu Chiritoiu
- Amza Pellea : le commandant
- Adriana Bogdan : Nadina
- Nunuta Hodos : Baba Ioana
- Alexandru Matei : Serafim Mogos

## Distinctions
Le film a été présenté en sélection officielle en compétition au Festival de Cannes 1966 où il a obtenu le Prix de la première œuvre.